# Algarabía (revista de España)
Algarabía (subtitulada semanario andaluz de información general) fue una revista de actualidad de ámbito andaluz publicada en Málaga entre 1978 y 1979. Se trata de la revista andaluza de la Transición de más corta duración (sólo se publicaron seis número) y la única cuya sede central no estaba en Sevilla. Fue impulsada por los periodistas Francisco Lancha y Carmen Villodres y los empresarios Antonio Mata y Vicente Rodríguez Aulet. Tuvo una tirada de unos 7000 números y contaba con redacciones en Barcelona y Madrid. En ella colaboraron Antonio Gala y Manuel Alcántara entre otros.